# Möllendorf (Mansfeld)
Möllendorf ist ein Stadtteil von Mansfeld im Landkreis Mansfeld-Südharz in Sachsen-Anhalt. Bis zum 31. Dezember 2004 bildete es gemeinsam mit den Ortsteilen Blumerode und Bauernsiedlung eine eigenständige Gemeinde.

## Geografie und Beschreibung

### Lage
Der Ort befindet sich im Ostharz zwischen der Grillenberger Abdachung und dem Annaroder Sporn. Die nächsten Großstädte sind Halle (Saale), ca. 48 km südöstlich, Magdeburg, ca. 86 km nördlich, Leipzig, ca. 93 km südöstlich sowie Erfurt, ca. 94 km südlich. Durch den Ortskern fließt der Hagenbach.
In den letzten Jahren wurde sehr viel in die Erneuerung des Dorfplatzes investiert. Das Verwaltungsgebäude wurde neu errichtet. Mitten in der Ortschaft befindet sich die Gaststätte "Forellenhof". Ein weiterer Anziehungspunkt ist die Möllendorfer Bowlingbahn.
62 % der Fläche innerhalb der Gemarkung Möllendorf sind Wald. Mehrere Wanderwege laden zum Wandern in die Umgebung ein. Bekannt ist Möllendorf auch für Wochenendausflügler, Angler und Kurzurlauber, die den ursprünglichen Charakter sehr schätzen. Viele Betriebe hatten in der DDR in den Wochenendsiedlungen „Am Küsterberg“ (am Forstamtsteich), "Am Kirschberg" und „Schiefer Berg“ (am Mansfelder Teich) ein Ferienhaus oder einen Bungalow. Heute werden sie als Datschen und Wohnhäuser benutzt.

### Klima

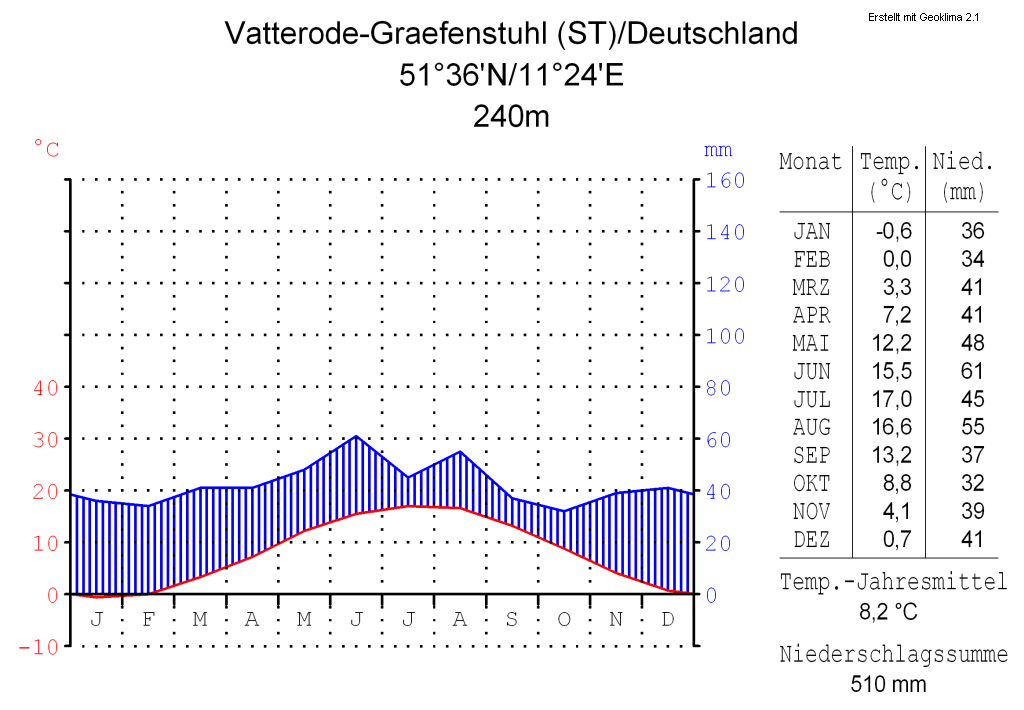
Klimadiagramm

Das Möllendorfer Klima ist geprägt von der waldreichen Umgebung und dem Regenschatten des Brockens. Die Wetterdaten entsprechen denen vom 5 km entfernten Vatterode-Gräfenstuhl:
- durchschnittliche Lufttemperatur 8,2 °C
- jährlicher Niederschlag 510 Millimeter.

## Geschichte

### Namensherkunft
Wahrscheinlich wurde Möllendorf nach einer alten Wassermühle am Waldrand benannt. Der frühere Name des Dorfes Muldorf kann aber auch auf seine Lage in einer Mulde (im Tal) deuten. Eine dritte Möglichkeit der Namensherkunft leitet sich von den "Mylern" bzw. Kohlenmeilern ab. In dieser Gegend wurde viel Holzkohle hergestellt. Urkundlich wurde der Ort 961 das erste Mal erwähnt.

### Bis zum 19. Jahrhundert
Am 2. Juli 1046 überwies Kaiser Heinrich III. dem Stift Meißen mehrere Güter im Schwabengau, darunter "in locis [...] Mecelesdorf".
- 1420 gehört Möllendorf zum Vorderort der Grafen von Mansfeld. 1519 wurde der Ort durch Dammbruch und Überflutung infolge eines Unwetters zerstört.
- 1527 Baubeginn eines "Führwerkes" durch Peter Reinicke.
- 1529 Pestepidemie – mehr als die Hälfte der Einwohner starben.
- 1574 Verkauf Möllendorfs an Heinrich von Krosigk (Adelsgeschlecht)
- 1596 Hans Ernst von der Asseburg (Adelsgeschlecht) erwirbt Möllendorf
- 1596 Bau des Schlosses Neu-Asseburg (derzeit unbenutzt). Über die Jahrhunderte erfolgten mehrere Eigentümerwechsel.
- 1618–48 Im Dreißigjährigen Krieg wurde über 50 % der Häuser vernichtet
- 1827 Errichtung der neuen Dorfkirche

### 20. Jahrhundert
Im Jahr 1909 wurde die erste Straßenlaterne aufgestellt. Das Rittergut Möllendorf und die Neu-Asseburg gingen im Jahr 1919 in den Besitz des Oberamtmannes Carl Wentzel. Am 30. September 1928 wurde der Gutsbezirk Möllendorf mit der Landgemeinde Möllendorf vereinigt. Die Wasserleitung wurde im Jahr 1928 fertiggestellt. Die heutige Kreisstraße 2335 wurde in Richtung Mansfeld im Jahr 1936 asphaltiert.
Im Jahr 1944 stürzte ein deutsches Militärflugzeug mit zwei Mann Besatzung im Steinbruch ab. Das Rittergut wurde 1945 enteignet.
Am 1. Juli 1950 wurde die bis dahin eigenständige Gemeinde Blumerode eingegliedert.
Im Jahr 1978 kam es zum Bau der Kanalisation und einer neuen Straßenbeleuchtung.
Ein Damm des Hagenteiches brach beim Hochwasser des Jahres 1994. Die Absicherung des Forstamtsteiches durch die Freiwillige Feuerwehr verhinderte eine erneute Flutkatastrophe in Möllendorf.

### 21. Jahrhundert
Am 1. Januar 2005 wird Möllendorf ein Ortsteil der Einheitsgemeinde "Stadt Mansfeld".

### Bergbau bei Möllendorf
Die Familie Hans Reinickes (Freund von Martin Luther) besaß bei Möllendorf Schächte. Die Väter beider Persönlichkeiten engagierten sich in der Gegend im 15. und 16. Jh. unternehmerisch sehr erfolgreich in den Geschäftsfeldern Bergbau und Metallurgie.

## Gebäude
Jagdschloss Neu-Asseburg (leerstehend)

## Wirtschaft und Infrastruktur

### Öffentlicher Nahverkehr
- Busverbindung mit der Linie 431 in Richtung Gorenzen und Hettstedt über Mansfeld in Verbindung mit der Wipperliese von Mansfeld nach Klostermansfeld und Wippra oder dem Regionalexpress RE 36088 von Hettstedt oder Klostermansfeld nach Erfurt oder Magdeburg.

### Individualverkehr
- Anbindung an die Bundesstraße 86 über die Landstraßen K2334 über Blumerode und K2335 über Mansfeld.